# Beaucarnea goldmanii
Beaucarnea goldmanii är en sparrisväxtart som beskrevs av Joseph Nelson Rose. Beaucarnea goldmanii ingår i släktet Beaucarnea och familjen sparrisväxter. Inga underarter finns listade i Catalogue of Life.